# Griechenland beim Eurovision Young Musicians
Übertragende Rundfunkanstalt

Erste Teilnahme
1990
Bisher letzte Teilnahme
2018 (2020 geplant)
Anzahl der Teilnahmen
16
Höchste Platzierung
1 (2008)
Dieser Artikel befasst sich mit der Geschichte Griechenlands als Teilnehmer des Wettbewerbs Eurovision Young Musicians.

## Regelmäßigkeit der Teilnahme und Erfolg im Wettbewerb
Griechenland nahm erstmals 1990 am Eurovision Young Musicians teil. Der Cellist Yannis Tsitselikis schied jedoch bereits im Halbfinale aus. Die erste Finalteilnahme gelang im Jahr 2002 durch den Marimbaspieler Theodore Milkov. 2008 siegte Griechenland zum ersten und bisher einzigen Mal, vertreten durch den Klarinettisten Dionysios Grammenos. 
2022 zog der zuständige Sender Elliniki Radiofonia Tileorasi (ERT) seine Teilnahme ohne eine nähere Angabe von Gründen zurück.

## Liste der Beiträge
Farblegende: – 1. Platz. – 2. Platz. – 3. Platz. – ausgeschieden im Halbfinale/in der Qualifikation. – keine Teilnahme/nicht qualifiziert.
| Jahr      | Interpret                                        | Instrument                                       | Stücke | Platz Finale                                     | Platz Halbfinale                                 | Nationale Vorentscheidung |
| --------- | ------------------------------------------------ | ------------------------------------------------ | --- | ------------------------------------------------ | ------------------------------------------------ | ------------------------- |
| 1990      | Yannis Tsitselikis                               | Cello                                            | Variations on a Rococo Theme, Op. 33 von Pjotr Iljitsch Tschaikowski | Ausgeschieden                                    | k. A. / 18                                       |                           |
| 1992      | Auf Teilnahme verzichtet                         | Auf Teilnahme verzichtet                         | Auf Teilnahme verzichtet | Auf Teilnahme verzichtet                         | Auf Teilnahme verzichtet                         | Auf Teilnahme verzichtet  |
| 1994      | Antonios Sousamoglou                             | Violine                                          | Monogramma for violin solo by C. Samaras | Ausgeschieden                                    | k. A. / 24                                       |                           |
| 1996      | Angelos Liakakis                                 | Cello                                            | unbekannt | Ausgeschieden                                    | k. A. / 17                                       |                           |
| 1998      | unbekannt                                        | unbekannt                                        | unbekannt | Ausgeschieden                                    | k. A. / 18                                       |                           |
| 2000      | Theodorou Andreas-Polandos                       | Posaune                                          | unbekannt | Ausgeschieden                                    | k. A. / 24                                       |                           |
| 2002      | Theodore Milkov                                  | Marimba                                          | Marimbaphone Concerto by Ney Rosauro | k. A. / 7                                        | k. A. / 20                                       |                           |
| 2004      | Joánna Gaitáni                                   | Violine                                          | unbekannt | Ausgeschieden                                    | k. A. / 16                                       |                           |
| 2006      | Jónian-Ilia Kadesa                               | Violine                                          | unbekannt | Ausgeschieden                                    | k. A. / 8                                        |                           |
| 2008      | Dionysios Grammenos                              | Klarinette                                       | Drei Teile für ein Klarinetten Solo by Igor Strawinsk Rigoletto Fantasia Di Concerto by Alamiro Giampieri Concerto pour clarinette et orchestre (4. Teil) by Jean Françaix                                                              | 1 / 7                                            | k. A. / 16                                       |                           |
| 2010      | Konstantinos Destounis                           | Klavier                                          | unbekannt | Ausgeschieden                                    | k. A. / 15                                       |                           |
| 2012      | Zacharias Fotis                                  | Klarinette                                       | unbekannt | Ausgeschieden                                    | k. A. / 14                                       |                           |
| 2014      | Vassilis Digos                                   | Gitarre                                          | Differencias sobre Guardame las Vacas von Luis de Narváez Danza del Altiplano by Leo Brouwer Sonate-Joaquin Turina 2. und 3. Bewegung by Joaquín Turina Concerto in Re - M.C. Tedesco von Mario Castelnuovo-Tedesco                     | k. A. / 14                                       | k. A. / 7                                        |                           |
| 2016      | Auf Teilnahme verzichtet                         | Auf Teilnahme verzichtet                         | Auf Teilnahme verzichtet | Auf Teilnahme verzichtet                         | Auf Teilnahme verzichtet                         | Auf Teilnahme verzichtet  |
| 2018      | Thanos Tzanetakis                                | Gitarre                                          | Fantasia in D minor by David Kellner 3rd Bagatelle from Five Bagatelles for guitar by William Walton 5th Bagatelle from Five Bagatelles for guitar by William Walton Variaciones sobre un tema de Fernando Sor, Op. 19 by Miguel Llobet | Ausgeschieden                                    | k. A. / 9                                        | interne Auswahl           |
| 2020      | Absage wegen der COVID-19-Pandemie durch die EBU | Absage wegen der COVID-19-Pandemie durch die EBU | Absage wegen der COVID-19-Pandemie durch die EBU | Absage wegen der COVID-19-Pandemie durch die EBU | Absage wegen der COVID-19-Pandemie durch die EBU | interne Auswahl           |
| 2022 2024 | Auf Teilnahme verzichtet                         | Auf Teilnahme verzichtet                         | Auf Teilnahme verzichtet | Auf Teilnahme verzichtet                         | Auf Teilnahme verzichtet                         | Auf Teilnahme verzichtet  |

## Impressionen

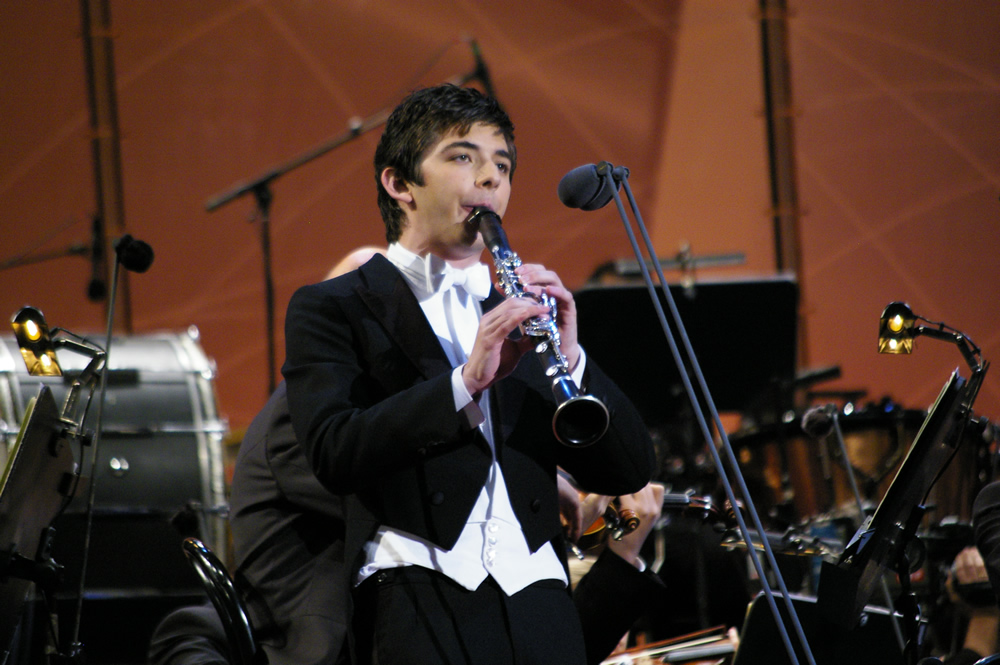
Dionysios Grammenos 2008
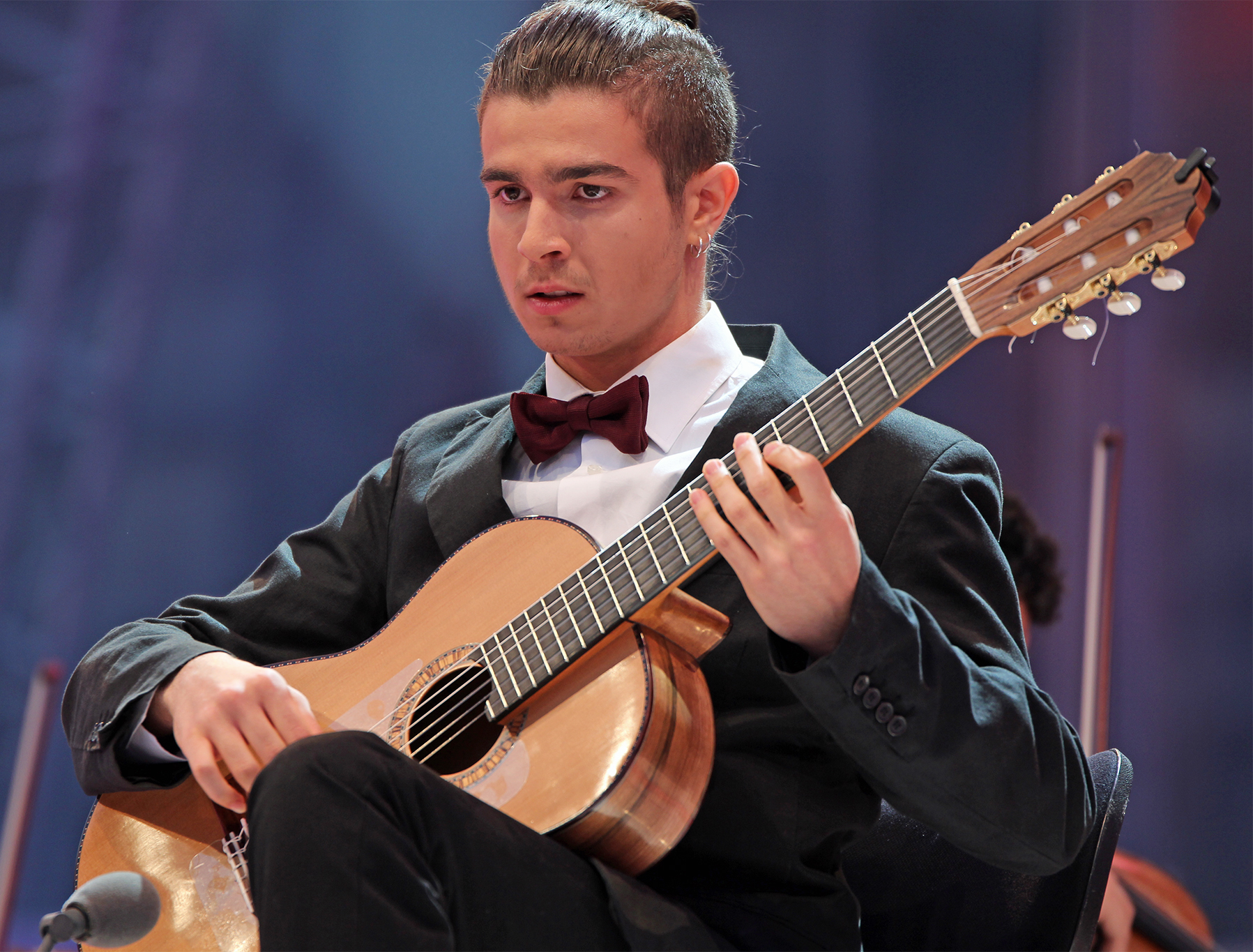
Vassilis Digos 2014